# Gabalfa
Gabalfa est un quartier de la ville de Cardiff, au pays de Galles, disposant du statut de communauté.

## Géographie
Gabalfa se situe dans le nord-ouest de l'agglomération de Cardiff. Il est délimité au nord et à l'ouest par la route A48 (en) et au sud par la Taf.

## Démographie
Au recensement de 2011, la communauté de Gabalfa comptait 8 790 habitants.